# Ricard Fernández
Ricard Fernández Betriu (* 19. März 1999 in Andorra la Vella), auch bekannt als Cucu, ist ein andorranischer Fußballnationalspieler. Der Mittelstürmer spielte auch im Ausland.

## Karriere

### Verein

#### Anfänge in Andorra
Cucu stammt aus der Jugendabteilung des FC Andorra, der im spanischen Ligasystem spielt. Dort durchlief der die Juniorenmannschaften und kam seit 2018 auch auf einige Einsätze in der damals drittklassigen Segunda División B, lief zwischenzeitlich aber auch für die B-Mannschaft auf. 

#### Stationen in Spanien
Im Januar 2020 wurde Fernández für ein halbes Jahr zum spanischen Viertligisten CF Igualada verliehen, stand dort aber nicht oft auf dem Platz. Nach Leihende zur Saison 2020/21 blieb er in der Viertklassigkeit und wechselte fest zu SD Formentera, ehe es im Januar 2022 zu CE Andratx in die fünfte Liga ging. Nach einem halben Jahr in Andratx wechselte er im Sommer 2022 zu CP San Cristóbal, wo er auf seinen Landsmann Max Llovera traf.

#### Wechsel nach Slowenien
Doch auch in San Cristóbal blieb er nicht lange, zur Saison 2023/24 wagte er den Schritt ins Ausland und wechselte in die Druga Liga, die zweithöchste Spielklasse Sloweniens, zu ND Bilje. Bei seinem Ligadebüt am 29. Juli 2023 gegen ND Ilirija konnte er mit zwei Toren in den ersten 19 Minuten einen entscheidenden Beitrag zum 3:2-Erfolg seiner Mannschaft leisten. Sein Landsmann Éric Vales, auf den er in Slowenien traf, lieferte die Vorlage zum ersten Treffer. Mit zwölf Toren nach 15 Spielen führt er außerdem die Torschützenliste an. Im Januar 2024 wechselte Cucu ligaintern zu NK Krka.

### Nationalmannschaft
Nachdem Cucu seit der U17 alle Jugendnationalmannschaften seines Heimatlandes durchlaufen und für die U21 28 Spiele absolviert hatte, debütierte er am 21. März 2018 beim 1:0-Sieg über Liechtenstein für die A-Nationalmannschaft, als er für Marc Pujol eingewechselt wurde. Auch für die U21 kam er weiterhin zum Einsatz und erzielte beim überraschenden 3:3 der Nachwuchsmannschaft gegen England den zwischenzeitlichen Führungstreffer sowie das 2:2 für die Männer aus den Pyrenäen. Sein erstes Tor in der A-Nationalmannschaft schoss er schließlich am 12. Oktober 2021 zum 3:0-Endstand gegen San Marino.